# Гавриил Радомир
Гаврии́л Радоми́р (Гавраи́л Радоми́р; болг. Гаврил Радомир; в греческих источниках Гавриил Роман Родомир — Γαβριὴλ ὀ καὶ Ῥωμανός, ὁ Ῥοδομηρός; ок. 970 — август или сентябрь 1015, Петериск, Византия) — царь Болгарии с октября 1014 года по август или сентябрь 1015 года. Из династии Комитопулы.
Сын царя Самуила. Участвовал под командованием отца в сражениях против византийского императора Василия II. После поражения болгар под Беласицей 29 июля 1014 года и смерти отца был при поддержке знати выдвинут царем, что вызвало недовольство его двоюродного брата Ивана Владислава. Весной следующего года на время захватил Воден, но император укрепил армию и выбил болгар из города, после чего осадил крепость Моглен на подступах к их столице Охриду. Гавриил Радомир попытался отвлечь внимание византийской армии, организовав поход на Константинополь, но это не помогло отстоять крепость, и она пала. После этого в августе 1015 года он был убит во время охоты в лесу недалеко от города Петериск Иваном Владиславом.

## Биография

### Наследник престола
Гавриил Радомир был единственным сыном Самуила Комитопули и его жены Косары (Агаты). Первое упоминание о нём встречается в хрониках при упоминании о конфликте Самуила с своим братом Аароном. Ища поддержку в борьбе с царем в Византийской империи, Аарон был обвинён братом в государственной измене и убит вместе со своей семьёй в замке в Разметаницах. Гавриил спрятал сына Аарона Ивана Владислава и, таким образом спас своего двоюродного брата от смерти.
В 996 году Гавриил Радомир принял участие в экспедиции отца на юг Греции, в ходе которого болгары достигли Пелопоннеса. На обратном пути через реку Сперхий вблизи Фермопильского ущелья болгары были застигнуты врасплох армией византийского полководца Никифора Урана. 12 000 болгарских солдат были взяты в плен. Самуил и Гавриил были ранены в битве, но смогли бежать и добраться на родину.
После этого поражения Самуил предпринял поход против сербов. Также он вмешался в борьбу за престол в Венгрии после смерти князя Гезы (997). Война была завершена подписанием мирного соглашения и браком между сестрой нового правителя Иштвана I Маргаритой и Гавриилом Радомиром. От этого брака родился сын Петр. Брак Гавриила и Маргариты длился недолго и был расторгнут по инициативе Иштвана I. После этого Гавриил заинтересовался простолюдинкой Ириной. Согласно записям греческих летописцев, это была чрезвычайно красивая женщина. Гавриил сразу после расторжения первого брака женился на Ирине. Самуил благословил этот брак. В 1002 году, когда император Василий II осадил болгарский Видин, король Венгрии завоевал земли князя Трансильвании Айтоня, сторонника Самуила.
Последующие кампании византийского императора между 1001 и 1004 годами значительно истощили болгарские земли. После 1005 года, несмотря на продолжающиеся боевые действия, Самуил смог оставить под своим контролем горные районы Македонии и Албании. Изменения принёс 1014 год. Самуил занял укреплённые позиции в ущелье между горами Огражден и Беласица, чтобы преградить путь византийским войскам. Болгары построили лагерь, укрепив его частоколом. Император предпринял несколько попыток прорвать укрепления, но они оказались безуспешными. Опытный стратег Никифор Ксифий предложил обойти болгарские позиции и ударить с тыла. 29 июля 1014 года войска Василия II одновременно ударили во фронт и с тыла. Болгары были разгромлены. В Беласицкой битве Самуил выжил только благодаря мужеству Гавриила Радомира, который помог отцу выбраться из лагеря и бежать в крепость Прилеп. Численность болгар, попавших в плен, современные историки определяют в пределах 14-15 тысяч. Василий II приказал ослепить пленных, оставив каждому сотому по одному левому глазу, чтобы они могли довести остальных до дома.
После смерти отца Гавриил Радомир взял на себя командование болгарской армией. Император к этому времени захватил Струмицы и послал полководца Феофилакта Вотаниата разрушить частокол, возведенный болгарами на пути к Салоникам. Вотаниат успешно выполнил задание, но на обратном пути попал в засаду и потерял большинство своих людей в битве с войсками Гавриила.

### Царь Болгарии
15 октября 1014 года Гавриил Радомир был коронован как царь болгар. Его положение с самого начала было не слишком стабильным, поскольку по праву старшинства в царском роде на трон претендовал его двоюродный брат Иван Владислав. На момент прихода к власти Гавриил Радомир, вероятно, уже был не молод: ему было уже более 50 лет. Его наследство ограничивалось землями в македонских и албанских горах и поясом крепостей в долине реки Струма, однако и эти территории находились под постоянным давлением со стороны Византийской империи, а поражение под Беласицей сильно пошатнуло оборонительные способности болгар.
24 октября известие о смерти Самуила дошло до императора Василия II, которые в то же время находился в окрестностях Мосинополя. Решив воспользоваться ситуацией, император вернулся в Македонию и в долину реки Црна, продвигаясь к столице Гавриила Радомира Битоле. Он не смог взять крепость и сжег только царский дворец, а с наступлением холодов был вынужден уйти. На обратном пути византийские войска заняли Прилеп и Стип. В начале января 1015 года византийцы, пройдя через Воден, достигли Салоник.
Весной 1015 года Гавриил сумел вернуть себе Воден и оставить в нем болгарский гарнизон. Василий II, однако, с армией подошел к крепости и заставил её капитулировать. Для укрепления своих позиций в регионе император велел построить две крепости — Кардия и Святой-Илия. После этого император вернулся в Салоники, где получил послание от царя Болгарии, переданное ему через греческого солдата Хиротмета. В письме Гавриил согласился признать власть императора в обмен на прекращение войны, однако Василий II, опасаясь обмана, оставил письмо без ответа. Более того, он послал армии под командованием Никифора Ксифия и Константина Диогена в лежащую к северу-западу от Водена области Меглен с задачей начать осаду одной из ключевых крепостей в Болгарии — Моглены, защищавшей дорогу к Охриду.
Во время осады Моглены Гавриил Радомир оставался на другой стороне озера Острово (Вегоритида), откуда наблюдал за её ходом. Чтобы заставить византийцев снять осаду он организовал отчаянный поход, в ходе которого достиг стен Константинополя, однако это не повлияло на исход осады. Защитники крепости отражали попытки штурма, пока император не приказал изменить русло реки, протекавшей через город и затопить укрепления. После этого гарнизон был вынужден капитулировать. По приказу императора жители города были выселены в Армению, а крепость разрушена. В плен попал полководец Домециан — ценный союзник Гавриила Радомира, что серьезно поколебало его позиции среди болгарской знати. Не исключено, что император Василий II интриговал против царя, подпитывая стремление его оппонента Ивана Владислава надеждами на трон. В августе 1015 года во время охоты в лесу недалеко от города Петериск Иван Владислав убил Гавриила Радомира и затем занял престол.
Греческий летописец Иоанн Скилица писал о Гаврииле Радомире: «Ростом и силой он был подобен отцу, но умом и духом значительно уступал ему».

## Память
- Имя Гавриила Радомира носит город в Болгарии и холм на острове Ливингстон в Антарктиде.
- Гавриил Радомир является одним из персонажей трилогии Димитра Талева «Самуил». Второй том трилогии под названием «Золушка и царский сын» описывает историю любви и относится к любви Гавриила и Ирины.